# Máchelka srstnatá

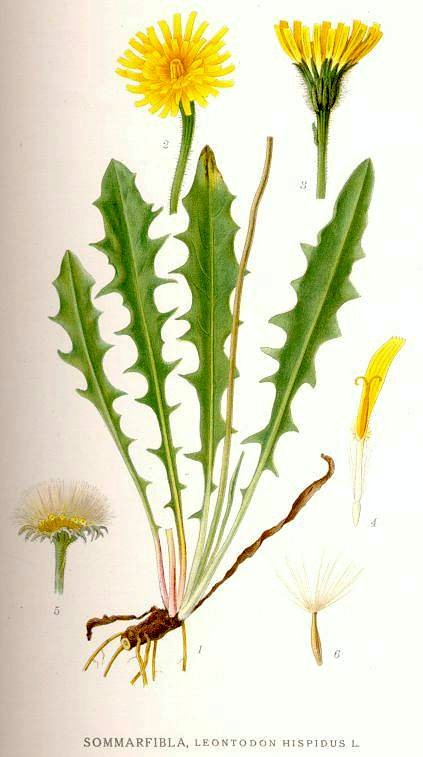
Zobrazení máchelky srstnaté

Máchelka srstnatá (Leontodon hispidus) je vytrvalá, žlutě kvetoucí, planě rostoucí rostlina „pampeliškovitého“ vzhledu, která se v České republice vyskytuje poměrně hojně. Je v české přírodě původní druh a jedním ze dvou druhů rodu máchelka, které v ní rostou.

## Rozšíření
Rostlina je rozšířena, mimo severních oblastí Skandinávie, Islandu a nejjižnějších středomořských oblastí, téměř po celé Evropě. Její původní areál ještě ostrůvkovitě sahá přes Malou Asii až na Kavkaz a do přilehlého okolí. Zavlečena byla i na východní pobřeží Spojených států a Kanady. V České republice roste hojně téměř po celém území, od nížin až do horských oblastí.

## Ekologie
Vyhledává půdy dobře zásobené živinami, vlhké až mírně vysýchavé a převážně s řídkým, narušených rostlinným krytem. Roste na dobře osluněných místech na loukách, pastvinách, mezích, travnatých stráních, v zahradách i na kamenitých náspech podél cest nebo přímo v obcích. V závislosti na stanovišti kvete od června do září. Ploidie druhu je 2n = 14.

## Popis
Vytrvalá bylina s jednou nebo několika v trsu rostoucími lodyhami vysokými 10 až 50 cm. Vyrůstá z krátkého, až do hloubky 20 cm sahajícího větveného oddenku. Lodyha je jednoduchá, bezlistá, jemně rýhovaná, hustě porostlá rozvětvenými stopkatými chlupy, na vrcholu je mírně ztlustlá a v horní části mívá jeden až tři drobné listeny. Listy vyrůstající v přízemní růžici mohou být dlouhé 5 až 30 cm a široké 0,5 až 4 cm. V obrysu jsou podlouhlé či obkopinaté, uprostřed bývají nejširší a u báze zúžené do křídlatého řapíku. Po obvodě jsou mělce vykrajovaně zubaté až chobotnatě peřenoklané a koncový úkrojek mají zřetelně větší než postranní, jsou porostlé stejnými chlupy jako lodyha.
Na konci lodyhy jednotlivě vyrůstají 15 až 30 mm velké úbory, které jsou v době před rozkvětem nicí. Obsahují po 30 až 50 oboupohlavných, jasně žlutých, pouze jazykovitých kvítků s ligulou dlouhou 10 až 15 mm s pěti zoubky na špičce. U okrajových kvítků bývá ligula na vnější straně červeně nebo šedozeleně proužkovaná. Kvítky s pestíkem tvořeným ze dvou plodolistů mají po pěti tyčinkách a dvou žlutých bliznách. Zvonkovitý, zelený až téměř černý zákrov je 10 až 15 mm dlouhý a 6 až 12 mm široký. Zákrovní listeny jsou úzce kopinaté, chlupaté a umístěným ve vnější řadě odstávají vrcholy. Úbory se rozevírají brzy ráno a uzavírají nedlouho po poledni.
Plodem je hnědá, válcovitá, vrásčitá, 5 až 8 mm velká nažka, která si udržuje klíčivost obvykle jen po dobu kratší než rok. Pro podporu rozptylování větrem má nažka na konci světle hnědý, dvouřadý chmýr s pérovitými, u báze rozšířenými paprsky. Nažky z vnitřních kvítků úboru mají pod chmýrem zobánek.

## Taxonomie
Máchelka srstnatá je vzhledově variabilní rostlina, což se nejvíce projevuje na ochlupení, velikosti a tvaru listů. V české přírodě jsou uznávány dvě variety, někdy také považované za poddruhy, lišící se hlavně oděním:
- máchelka srstnatá pravá (Leontodon hispidus L. var. 'hispidus')
- máchelka srstnatá olysalá (Leontodon hispidus L. var. 'glabratus' (W. D. J. Koch) Holub).[3][7]

## Význam
Rostlina je bez valného ekonomického významu. Pokud roste na pastvinách je dobytkem s oblibou spásána, při sušení se ale její listy drolí a ze sena vypadávají. V okrasných a speciálních trávnících (např. golfové hřiště) je nežádoucím plevelem. Na polích a zahradách vyrůstá v užitkových rostlinách jen ojediněle a znatelné škody nepůsobí.

## Galerie

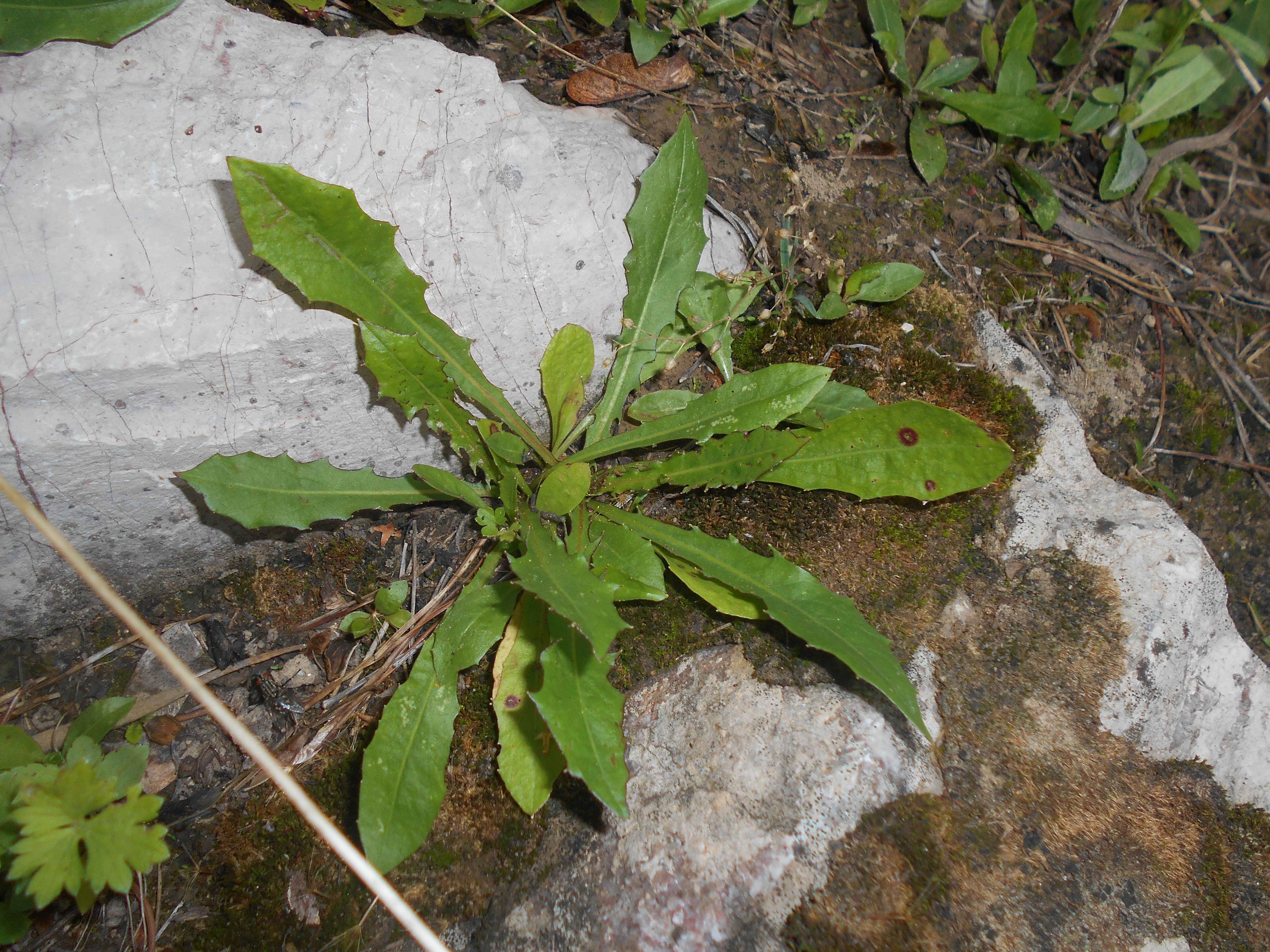
Listová růžice
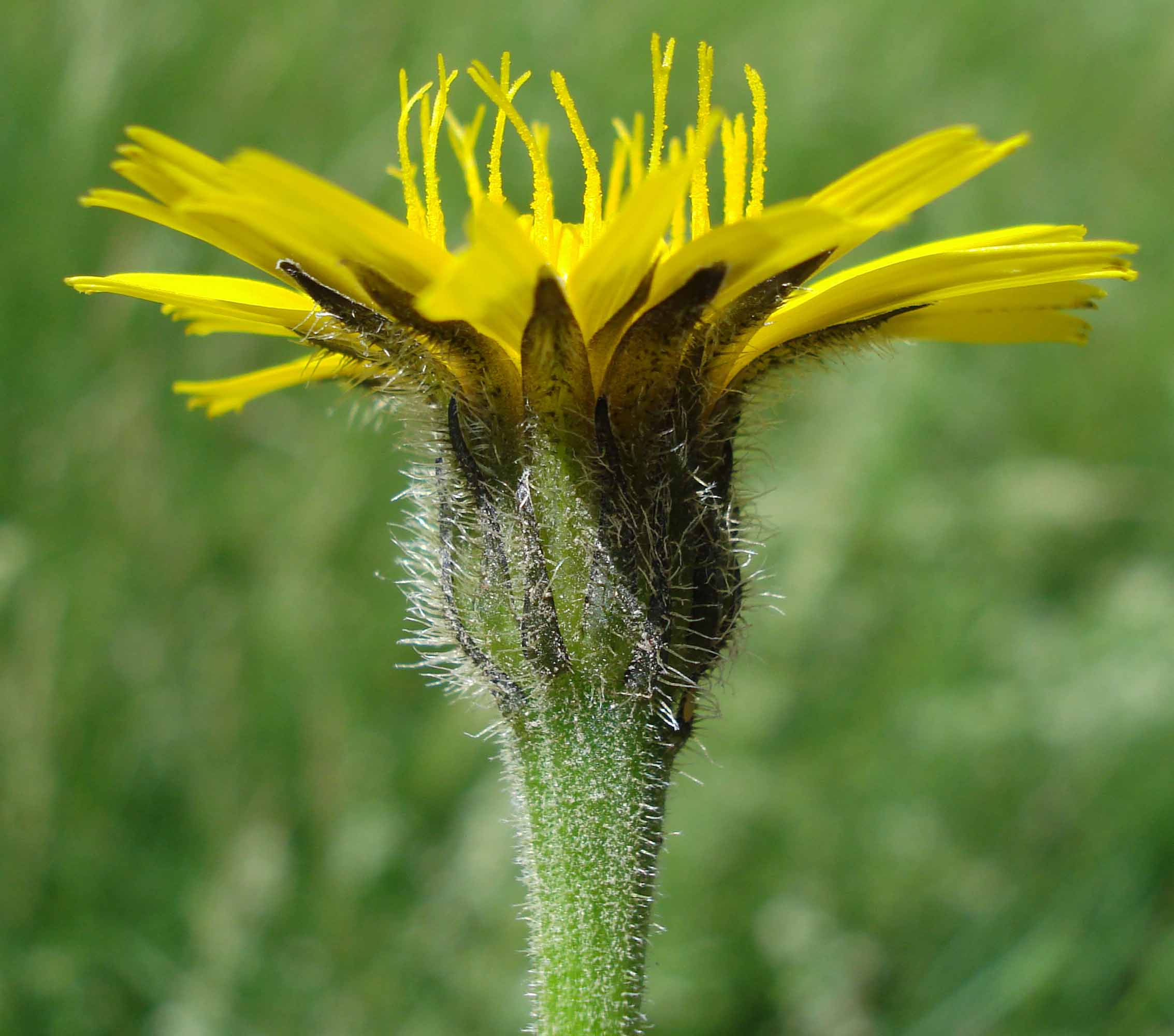
Zákrov
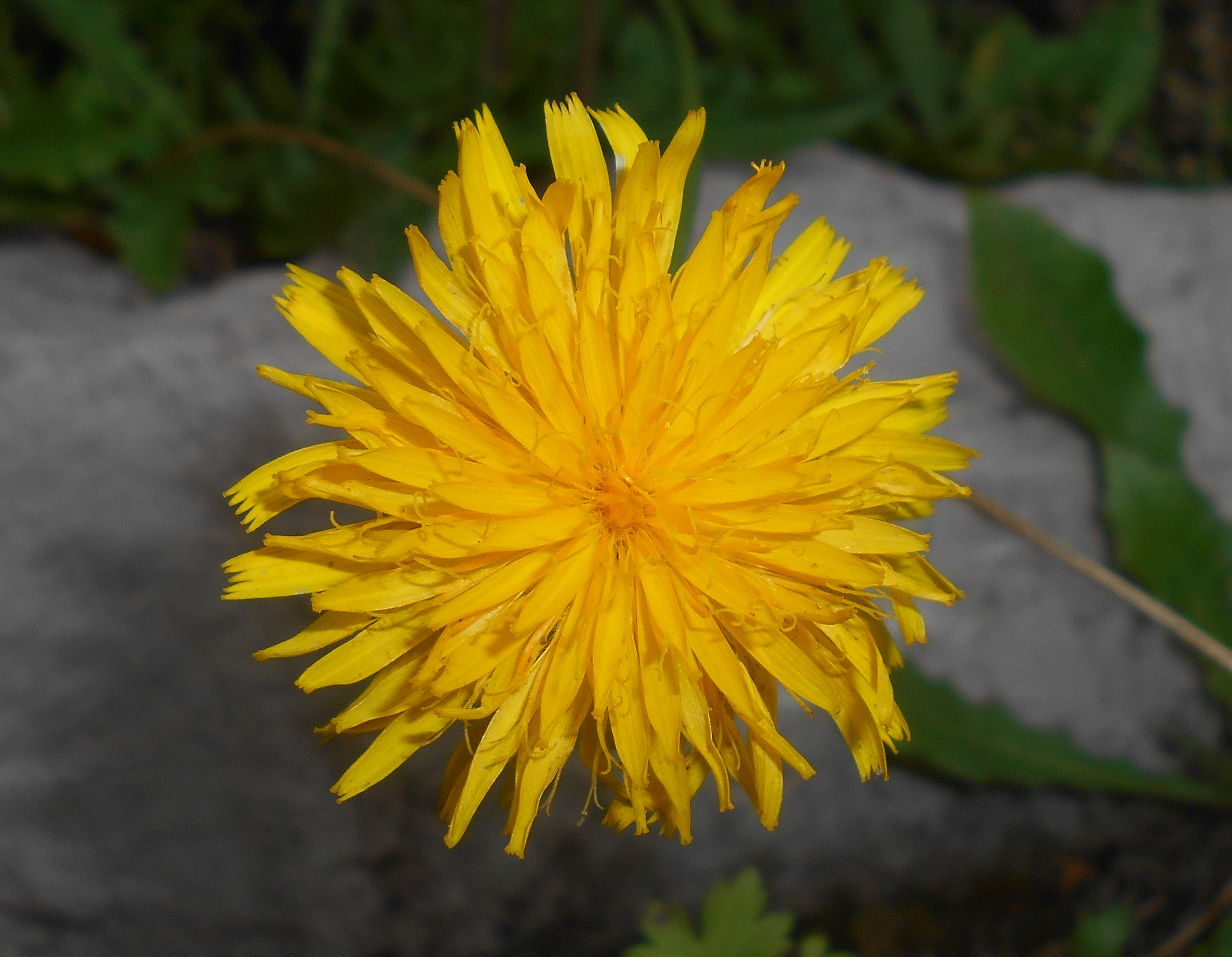
Úbor s rozkvetlými květy
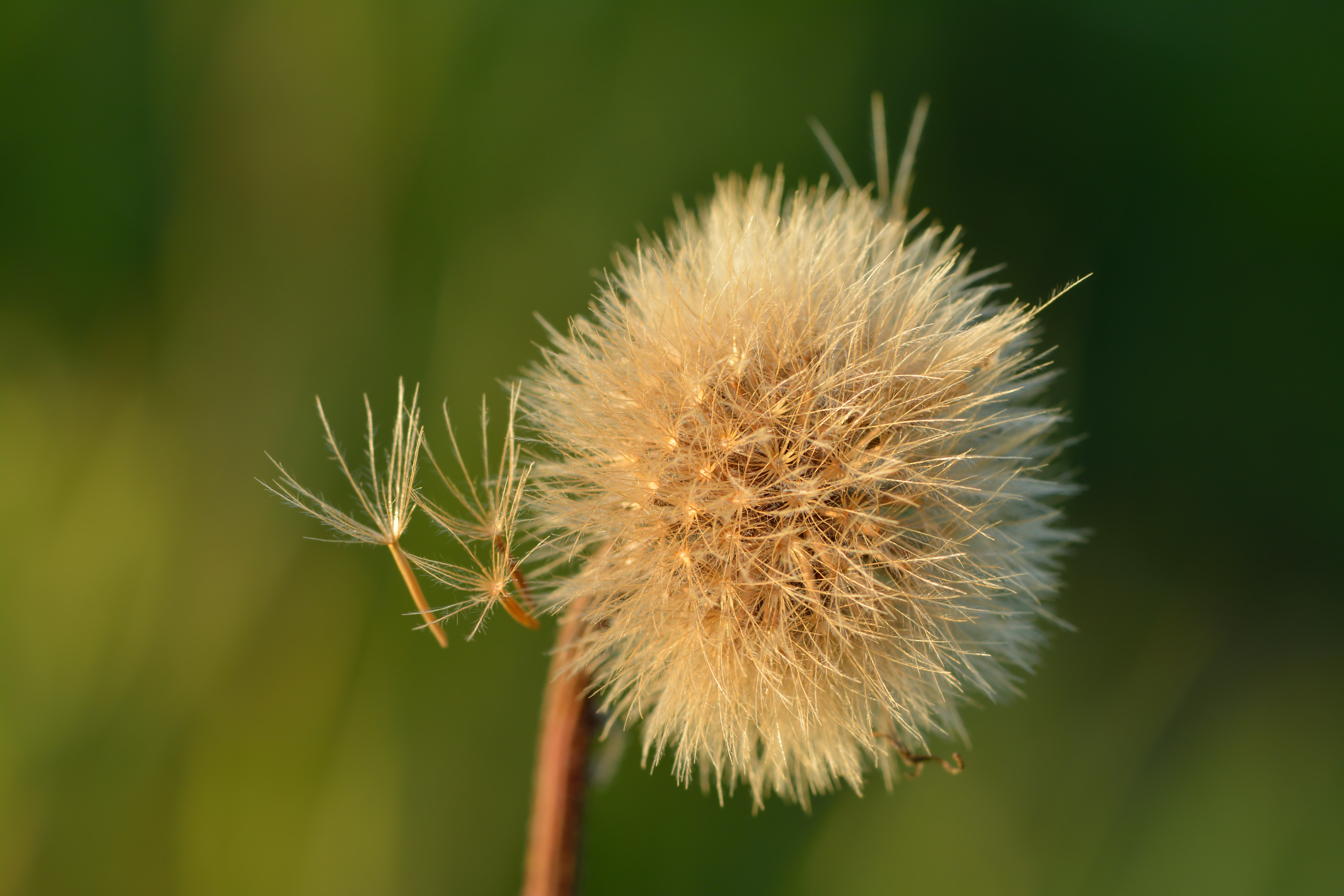
Úbor se zralými nažkami